# Ursem
Ursem is een dorp in de gemeente Koggenland en voor een klein deel in de gemeente Alkmaar, in de Nederlandse provincie Noord-Holland. Het dorp heeft 2.995 inwoners (2023).

## Geschiedenis en beschrijving
Ursem was tot 1 januari 1979 een zelfstandige gemeente, waartoe ook het dorp Rustenburg behoorde en verder Noorddijk, de Mijzen (zonder het deel van Oostmijzen) en een deel van de Schermer. In 1979 fuseerde de gemeente met de gemeenten Avenhorn, Berkhout en Oudendijk tot de gemeente Wester-Koggenland, die zelf per 1 januari 2007 opging in de gemeente Koggenland.
Ursem ligt tussen de steden Alkmaar en Hoorn, in een van de knikken van het zuidelijk deel van de Westfriese Omringdijk. Bij het dorp wordt ook de buurtschap Noorddijk gerekend, een dijkgedeelte dat noordelijk is gelegen van Ursem en loopt in de richting van Zuid-Spierdijk/Spierdijk. De dijkweg loopt ook deels door het centrum van Ursem. De Noorddijk is de noordelijke en westelijke dijk van de Polder Ursem, de zuidelijke dijk is de Walingsdijk. Buiten de dorpskern in de gemeente Alkmaar wordt het poldergebied in de Schermer tussen Rustenburgerweg en de Mijzen formeel bij Ursem gerekend; dat poldergebied wordt 'Polder O' genoemd. In dit gebied bevindt zich ook nog Ondermolen O, die een onderdeel was van de bemaling van de Schermer.
Ursem is een oude plaats. In 1083 wordt de plaats als Urisheim genoemd in de stukken van de Abdij van Egmond. In 1420 komt de plaats voor als Uresheim. Het dorp was tot de jaren zestig van de twintigste eeuw een niet al te groot agrarisch dorp. Daarna groeide de plaats langzaam uit. Het dorp kent nog steeds de typische bewoning van voor die groei: zo zijn er in het dorp en in de polder van Ursem nog vrij veel West-Friese stolpboerderijen te vinden.
De polder Ursem valt sinds 1980 niet geheel meer onder het dorp. Bij de verkaveling is de weg De Leet aangelegd, vernoemd naar een sloot in de buurt van Ursem, en de Julianastraat. Die laatste werd meteen onderdeel van het dorp Avenhorn. De Leet was in eerste instantie geheel Ursem, maar omdat de voetbalvereniging van De Goorn naast de voor de verkaveling uitgegraven plas lag in Ursem, besloot men uiteindelijk de grens te verleggen. Thans ligt de grens daar waar de voetbalvereniging ophoudt en de Ursemmerplas begint. De plaatselijke bedrijvigheid is hoofdzakelijk geconcentreerd op het Nijverheidsterrein.
Tot en met 31 december 2014 was een klein deel van Ursem onderdeel van de gemeente Schermer. Op 1 januari 2015 ging dat gedeelte samen met de gemeente op in de gemeente Alkmaar.

## Sport en recreatie
De Ursemmerplas is het belangrijkste recreatiegebied in de gemeente en omgeving. In 2016 nog was in het zwemwater van de Ursemmerplas een zeer hoge concentratie blauwalg geconstateerd waardoor zwemmers een grote kans hadden ziek te worden. Zwemmen werd toen verboden op last van de Provincie Noord-Holland. Doordat jarenlang een slechte waterkwaliteit werd vastgesteld is de Ursemmerplas zelfs van de zwemwaterlijst gehaald. Bij het recreatiegebied is ook een camping gevestigd. Het dorp herbergt in het zuiden van de woonkern een Hertenkamp. Verder zijn er twee kerken in het dorp. Het sportpark met voetbalvereniging SC Dynamo, handbalvereniging SC Dynamo en de tennisbanen van TC Ursem ligt in het centrum van het dorp. Het sportpark heeft in 2011 en 2012 diverse vernieuwingen ondergaan, met onder meer de aanleg van een kunstgrasveld en nieuwe kleedkamers voor de voetbalvereniging. De tennisclub heeft een nieuwe kantine laten bouwen en de vier tennisbanen vernieuwd. Op een van de voormalige voetbalvelden is een nieuwe brede school gebouwd, met onder meer twee basisscholen, een kinderopvang en een bibliotheek voor de jeugd. Ursem heeft verder een grote diversiteit aan verenigingen zoals een gymnastiekvereniging DWSV, een scoutinggroep Don Bosco en een muziekvereniging Ursem.

## Geboren
- Joan Stam (8 maart 1945), politica